# آدام ویلهلم ملتک
آدام ویلهلم ملتک (دانمارکی: Adam Wilhelm Moltke; ۲۵ اوت ۱۷۸۵ – ۱۵ فوریهٔ ۱۸۶۴) یک دیپلمات، سیاست‌مدار، و قاضی اهل دانمارک بود.